# Henri-Auguste de Loménie
Henri-Auguste de Loménie de La Ville-aux-Clercs (Parigi, 28 ottobre 1595 – Parigi, 3 novembre 1666) è stato un politico e nobile francese.

## Biografia

### Le origini e la famiglia
Henri-Auguste nacque a Parigi nel 1595, figlio di Antoine de Loménie (1560-1638), signore di La Ville-aux-Clercs, segretario ordinario del re di Navarra e segretario di stato della maison du roi nonché ambasciatore straordinario presso la corte inglese di Elisabetta I. Sua madre era Anne Aubourg Porcheux.

### La carriera
Destinato fino da giovane a occupare cariche pubbliche come suo padre, ricevette un'ottima educazione. Dal 1601 al 1604 fu studente al Collège de Boncour. Dal 1604 al 1609 compì un grand tour in Europa che lo portò a soggiornare in Germania, Polonia, a Vienna e infine in Italia. Tornò a Parigi verso la fine del novembre del 1609 e nel 1612 si recò in Inghilterra. Maria de Medici, reggente di Francia, lo incaricò nel 1614 di trattare con alcuni deputati degli Stati Generali "i cui animi erano indisposti" nei suoi confronti e riuscì a ottenere dei successi.
Dal 10 agosto 1615 al 17 gennaio 1638 affiancò il padre nella reggenza della maison du roi e nel frattempo divenne segretario di stato per la marina e le colonie. Divenne quindi prevosto degli Ordini del re all'indomani delle dimissioni di François Pot, signore di Magnet e Rhodes, carica dalla quale a sua volta si dimise il 17 luglio 1621 a favore di suo cugino, Charles de Loménie. In quella occasione ricevette una lettera lusinghiera da Luigi XIII che prometteva di nominarlo Cavaliere dello Spirito Santo alla prossima promozione. Nel 1622 divenne comandante delle Tuileries dove succedette a Charles d'Albert, duc de Luynes, che era morto il 15 dicembre 1621.
Fu mediatore per il matrimonio tra Enrichetta Maria di Francia e Carlo I d'Inghilterra.
Morì nel 1666. Scrisse delle memorie sulla sua esperienza di governo nei regni fra Luigi XIII e Luigi XIV.

## Matrimonio e figli
Il 7 febbraio 1623, sposò Louise de Béon (1602–1665), che gli portò in dote il titolo di conte di Brienne. La coppia ebbe sette figli:
- Marie-Antoinette (c. 1624 – 8 dicembre 1704), sposò il 4 giugno 1642 Nicolas-Joachim, marchese de Rouault de Gamaches (1621-22 ottobre 1687)
- Louis-Henri (13 gennaio 1636 - 17 aprile 1698), segretario di stato per gli affari esteri succedendo al padre dal 24 agosto 1651[2] sino al 14 aprile 1663, consigliere di stato dal 12 settembre 1651, poi dichiarato pazzo ed internato all'abbazia di Saint-Lazare dal 27 gennaio 1674 al 1692
- Charles-François (1638 - 7 aprile 1720), abate in Piccardia dal 1653 al 1720, abate di Saint-Germain d'Auxerre e di Saint-Cyprien de Poitiers, vescovo di Coutances dal 1666[3]
- Alexandre-Bernard (c. 1640 - 1673[4]), entrò nell'Ordine di Malta all'età di 5 anni,[5] nominato console al Cairo e ad Alessandria d'Egitto nel 1647[6]
- Jeanne, morta giovane
- Madeleine, morta giovane

## Araldica
| Stemma | Descrizione                                             | Blasonatura |
|        | Henri-Auguste de Loménie Signore di La Ville-aux-Clercs | Inquartato: al 1° e al 4° d'oro a due vacche di rosso; al 2° e al 3° d'argento, al leone rampante di rosso con coda biforcuta; su tutto, d'oro all'albero di verde posto su un tondo di nero; al capo d'azzurro, caricato di tre losanghe d'argento. Ornamenti esteriori da signore. Cavaliere dell'Ordine dello Spirito Santo. |